# Mesochorus falcatus
Mesochorus falcatus là một loài tò vò trong họ Ichneumonidae.